# آلايدا جيلبيرتا بيكاري
آلايدا جيلبيرتا بيكاري (بالإيطالية: Gualberta Alaide Beccari)‏ (ولدت في عام 1842 في بادوفا - توفيت عام 1906) كانت نسوية إيطالية، جمهورية، سلمية، ومصلحة إجتماعية، نشرت مجلة المرأة النسوية خلال 1870s و 1880s.

## السيرة الذاتية
ولدت آلايدا بيكاري في بادوفا في عام 1842، وهي الوحيدة فقط من بين 12 طفلاً لوالديها التي بقت على قيد الحياة حتى سن البلوغ.
وكان والد بيكاري موظف في بادوا، والتي كانت جزءاً من الإمبراطورية النمساوية المجرية في ذلك الوقت، وكان مؤيداً لتوحيد إيطاليا، وانضم إلى الوحدة خلال ثورات 1848. عندما فشلت الانتفاضة، هرب إلى تورينو.
عملت كسكرتية لوالدها لبعض الوقت، ثم عاد إلى بادوفا عندما تم القبض عليها من قبل قوات لومباردو فينيشيا.
انتقلت آلايدا بيكاري للعيش في البندقية، في سن 16 عاماً حيث أطلقت مجلة المرأة.

## مجلة المرأة
تم نشر مجلة المرأة مرة كل أسبوعين. لتعزيز مجال حقوق المرأة بعد الوحدة الإيطالية عام 1861.
كانت آلايدا مصلحة اجتماعية، عندما كسب الإصلاح الأخلاقي والسياسي تأييد شعبي في بريطانيا العظمى وفرنسا والولايات المتحدة وأماكن أخرى كجزء من حركة الإصلاح الكبرى خلال القرن الـ19.
كان الصوت النسائي نادر في إيطاليا خلال 1870s و 1880s، وبتلك الفترة، كان هناك تأييد لـ«تحرير المرأة».
وساوت آلايدا بيكاري، مثلها مثل نسويات إيطاليات أخريات من جيلها تحرير المرأة مع سياسة التوحيد الإيطالية، في إشارة إلى «وحد المرأة».
غطت مجلة المرأة كفاح آنا ماريا موزوني، التي قاتلت لإصلاح قوانين تنظيم الدعارة المشروعة في إيطاليا. ونشرت كل من آنا موزوني وآلايدا بيكاري مفهوم «المرأة المواطنة» و «الأم الوطنية».
```
في عام 1877، عقدت مجلة المرأة حملة عريضة، حصلت بها على 3000 توقيع لدعم منح المرأة حق التصويت في إيطاليا.
[
2
]
```

تعتقد آلايدا بيكاريا أن المرأة يمكن أن توفر موازنة لتغذية «العسكرة» الذكورية. وأعربت عن تأييدها للأسباب السلمية، وكانت المجلة في الكثير من الأحيان تغطي المنظمات السلمية، مثل تأسيس الرابطة الدولية للمرأة من قبل ماري غويج في جنيف في 1870.
وجاء منح المرأة حق التصويت في إيطاليا فقط مع انهيار النظام الفاشي في عام 1945. وكان الطلاق مُصدق في إيطاليا في عام 1970.
أضطرت آلايدا بيكاري لوضع حد لها في رئاسة تحرير مجلة المرأة في عام 1887 لأسباب صحية. وتولت إيميليا مارياني منصب رئيسة تحرير مجلة المرأة.

## السنوات اللاحقة
أستمرت آلايدا بيكاري بالكتابة، وأنشأت مجلة للأطفال تدعى ماما. وقدمت الدعم لكاتبات نساء أخريات في محاولة لإطلاق حياتهن المهنية.
تم تثبيط آلايدا بيكاري بسبب عدم وجود الدعم الشعبي لقضايا المرأة في إيطاليا.
وأصبحت مؤيدة للاشتراكية، الأمر الذي أدى إلى فقدانها الدعم من النسويات المعتدلة.